# Zira’a (Aleppo)
Zira’a (arab. زراعة) – miejscowość w Syrii, w muhafazie Aleppo. W 2004 roku liczyła 2173 mieszkańców.